# Karakter
Karakter označava ključno obilježje osobnosti, specifičan sklop emocionalno-motivacijskih, socijalnih, moralnih i kongativnih izrazitih crta po kojima se ona razlikuje od svih drugih. 
Prema Freudu, za razvoj sklopa crta karaktera značajno je kako je pojedinac prošao različite stadije u razvoju libida. Također je važan način kako je njegov ego ostvario odnos prema idu i superegu. Prema socijalnim analitičarima, na oblikovanje karaktera utječu i organizacija društva i međuljudski odnosi, a ne samo organizacija libida.
Pojam karaktera se pojavljuje u okviru mnogih teorija ličnosti, bilo kao osnovni ili prateći pojam u objašnjenju individualnog reagiranja pojedinca. Podrazumijeva se, da je karakter spoj različitih osobina nekog pojedinca koji daje cjelovitu sliku te osobe, ali ono oko čega se različiti teoretičari ne slažu je, koje vrste osobina se smatraju karakternim osobinama. 
Neke od vrsta karaktera su: infantilni (nezreli) karakter, narcisoidni, neurotski, paranoično-agresivni, histerički karakter i dr.  